# 阿南市立今津小学校
阿南市立 今津小学校（あなんしりつ いまづしょうがっこう）は、徳島県阿南市那賀川町敷地にある公立小学校。

## 通学区域
- 阿南市

那賀川町今津浦、那賀川町色ヶ島、那賀川町江野島、那賀川町黒地、那賀川町小延、那賀川町敷地、那賀川町島尻、那賀川町手島、那賀川町日向、那賀川町芳崎、那賀川町八幡、那賀川町豊香野

## 関連学校
- 卒業生は阿南市立平島小学校の出身者と共に阿南市立那賀川中学校へ進学。

## 通学区域が隣接する学校
- 阿南市立平島小学校
- 阿南市立羽ノ浦小学校
- 小松島市立坂野小学校
- 小松島市立和田島小学校